# Rückkauf (Lebensversicherung)
Als Rückkauf bezeichnet man die Kündigung einer Lebensversicherung durch den Versicherungsnehmer, sofern im Kündigungsfall nach Vertrag oder Gesetz ein Rückkaufswert zu leisten ist.
Im ursprünglichen Wortsinn „kauft“ der Versicherer die Rechte des Versicherungsnehmers aus dem Versicherungsvertrag vom Versicherungsnehmer „zurück“. Da die Initiative zum Rückkauf meist vom Versicherungsnehmer ausgeht, hat sich die Sprechweise eingebürgert, dass der Versicherungsnehmer den Vertrag „zurückkauft“, obwohl er derjenige ist, dem dabei eine Zahlung zusteht.
Davon zu unterscheiden ist der Rückkauf auf dem Zweitmarkt für Lebensversicherungen, auf dem einige Unternehmen Rechte aus Versicherungsverträgen aufkaufen, diese Verträge weiterführen – die dann wiederum vom Versicherungsnehmer zurückgekauft werden können, sodass er am Ende wieder Inhaber der Rechte aus dem Vertrag ist. 

## Wer darf zurückkaufen?

### Gesetzliche Regelungen
Bei Lebensversicherungsverträgen, „bei denen der Eintritt der Verpflichtung des Versicherers gewiss ist“, steht dem Versicherungsnehmer gemäß dem Versicherungsvertragsgesetz (§ 169 des VVG Deutschland, § 176 VVG Österreich und Art. 91 VVG Schweiz) jederzeit zum Ende der laufenden Versicherungsperiode dem Grunde nach ein Rückkaufswert zu. Damit besteht grundsätzlich ein Rückkaufsrecht, sofern tatsächlich ein positiver Rückkaufswert zu diesem Zeitpunkt besteht.
Betroffen sind insbesondere
- Lebensversicherungen auf den Todes- und Erlebensfall
- private Rentenversicherungen in der Aufschubzeit mit Beitragsrückgewähr im Todesfall und in der Rentenbezugszeit im Fall der Rentengarantie
- Ausbildungsversicherungen
- Sterbegeldversicherungen

### Vertragliche Regelungen
Bei anderen Lebensversicherungsverträgen ist ein Rückkaufsrecht nur dann gegeben, wenn dies vertraglich vereinbart ist. Ein vertragliches Rückkaufsrecht wird dem Versicherungsnehmer häufig bei allen Lebensversicherungen und Berufsunfähigkeitsversicherungen dem Grunde nach eingeräumt. Allerdings ist bei vielen Verträgen der Rückkaufswert in der Anfangszeit, wenn nicht sogar über einen (großen) Teil der Vertragsdauer Null.
Gemäß § 169 Absatz 2 VVG Deutschland ist kein Rückkaufswert für Lebens-/Rentenversicherungen vorgesehen, die außer dem Erlebensfall kein weiteres biometrisches Risiko vorsehen (Berufsunfähigkeit, Todesfallschutz, Beitragsrückgewähr). Eine Rückausnahme kann insoweit lediglich eine zusätzliche vertragliche Vereinbarung gewährleisten.

### Versicherungen ohne Rückkaufsrecht
Folgende Versicherungen sind in vielen Fällen nicht rückkaufsfähig:
- Rentenversicherungen in der Aufschubzeit, bei denen keine Todesfallleistung vereinbart ist (regelmäßig nicht rückkaufsfähig zur Vermeidung der Antiselektion)
- Rentenversicherungen im Rentenbezug (regelmäßig nicht rückkaufsfähig zur Vermeidung der Antiselektion)
- Risikolebensversicherungen (meist Rückkaufswert Null oder schon dem Grunde nach nicht rückkaufsfähig)
- Basisrenten (auf Grund gesetzlicher Vorgaben nicht rückkaufsfähig); diese können, wie in allen anderen Fällen auch, nur beitragsfrei gestellt werden.

Einzelvertraglich besteht die Möglichkeit, einen vollständigen oder teilweisen Verwertungsausschluss zu vereinbaren. Dieser hat zur Folge, dass die Rechte aus dem Vertrag nicht mehr, auch nur teilweise, zurückgekauft werden können. Bedeutung hat dieser Fall für Verträge, die im Zusammenhang mit der externen Teilung von Anrechten beim Versorgungsausgleich im Rahmen eines Ehescheidungsverfahrens eingegangen werden, oder der Absicherung gegen Verwertungsmöglichkeiten bei Insolvenz bzw. Hartz IV dienen.

### Besonderheit bei Direktversicherungen
Eine Direktversicherung kann vom Arbeitnehmer nicht zurückgekauft werden, da das Kündigungsrecht nur dem Arbeitgeber als Versicherungsnehmer zusteht. Ein Verwertungsverbot besteht regelmäßig bis zum Rentenbeginn auch nach Ausscheiden aus dem Betrieb, erst recht bei Übertragung auf einen neuen Versicherungsnehmer (neuer Arbeitgeber).

## Rechtsfolgen des Rückkaufs
Bei Rückkauf gemäß den gesetzlichen Regelungen ist der Versicherer verpflichtet, dem Versicherungsnehmer den Rückkaufswert zu zahlen. Übersteigt dieser allerdings die Leistung, die im Todesfall fällig wäre, wird nur in Höhe der Todesfallleistung ausgezahlt und der übersteigende Betrag wird für die Bildung einer beitragsfreien Versicherung verwendet.
Als Teil des Rückkaufswertes hat der Versicherer dem Versicherungsnehmer die bereits zugeteilten Überschussanteile, den für den Fall der Kündigung vorgesehenen Schlussüberschussanteil und bei Vertragsbeendigungen seit 2008 außerdem noch mindestens die Hälfte der auf diesen Vertrag entfallenden Bewertungsreserven zu zahlen.
Bei Rückkauf gemäß vertraglicher Vereinbarung tritt die Rechtsfolge ein, die im Vertrag vereinbart ist.
Durch Rückkauf erlischt der Versicherungsvertrag.

## Wirtschaftliche Aspekte des Rückkaufs
Durch Rückkauf endet in Deutschland etwa jede dritte Lebensversicherung. Dabei ist der Rückkauf sowohl für den Versicherungsnehmer als auch für den Versicherer in der Anfangszeit wirtschaftlich nachteilig. Der wirtschaftliche Nutzen eines Rückkaufs im späten Vertragsverlauf hängt von den Umständen des Einzelfalls ab. Viele Rückkäufe finden auch im Rahmen einer flexiblen Beendigungsregelung kurz vor dem eigentlichen Vertragsende statt. Die Regelungen gewährleisten, dass es keine Nachteile für den Versicherungsnehmer gibt.
Der Rückkaufswert ist je nach vertraglicher Vereinbarung durch einen Stornoabschlag gemindert und unter Umständen entfallen auch bestimmte langfristige Vorteile aus der Überschussbeteiligung, insbesondere im Rahmen der Schlussüberschussanteile. Bereits gezahlte Beiträge, denen kein Leistungsanspruch gegenübersteht, meist weil sie zur Deckung von Abschlusskosten bestimmt waren, gehen höchstens teilweise in die Bestimmung des Rückkaufswertes ein. Schließlich führt bei Verträgen, die nach 2005 abgeschlossen wurden, ein Rückkauf vor Ablauf von 12 Jahren zur Einkommensteuerpflicht.
Dem Versicherer entstehen durch einen Rückkauf Kosten und erwartete zukünftige Gewinne entfallen. In der Anfangszeit ist der Rückkaufswert unter Umständen so hoch, dass mit den verbleibenden Beträgen insbesondere die bereits angefallenen Abschlusskosten nicht gedeckt sind, der Versicherer und die verbleibenden überschussbeteiligten Verträge aus dem abgehenden Vertrag also insgesamt einen Verlust machen. Weiter können aus der Notwendigkeit, vorzeitig den Auszahlungsbetrag liquide zu machen, weitere Verluste entstehen. Das Kollektiv wird durch den abgehenden Vertrag kleiner und damit wird auch der Risikoausgleich im Kollektiv gemindert. Zur Deckung der beiden zuletzt genannten Nachteile des Versicherers wird der Stornoabschlag erhoben.

## Alternativen zum Rückkauf
Für einen Versicherungsnehmer, der sich in wirtschaftlichen Schwierigkeiten befindet, gibt es zum Rückkauf folgende Alternativen:
- Er kann die Beitragsfreistellung verlangen im Rahmen der gesetzlichen Voraussetzungen.
- Er kann versuchen, seine Versicherung auf dem Zweitmarkt für Lebensversicherungen zu „verkaufen“.
- Er kann beim Versicherer ein Policendarlehen beantragen.
- Er kann den Vertrag mit Zustimmung des Versicherers nur „teilweise“ zurückkaufen.